# Armand Mollà i Garcia
Armand Mollà i Garcia   (Igualada, 11 d'octubre de 1994) és un ciclista català especialista en bicitrial, considerat un dels més prometedors de l'escena internacional dins aquest esport. Entre el 2006 i el 2012 ha guanyat 4 campionats del Món de biketrial en diferents categories i diversos d'Espanya i de nacionals, entre els quals el dels Països Catalans del 2010 i el del 2011.
Actualment, competeix internacionalment en categoria Elit -la categoria màxima- des de la temporada 2013. Val a dir que en competicions nacionals, regulades per la BAC, ja fou promogut a aquesta categoria la temporada 2011. Armand és fill de Màrius Mollà, president de la BUE del 2006 al 2011.
A 1 de gener de 2013

## Trajectòria esportiva
Nascut a Igualada i resident a Òdena, la seva afició pel bicitrial li ve des de petit, ja que el seu pare havia fet trial en motocicleta i es va passar al bicitrial en néixer ell, amb la qual cosa li encomanà ben aviat la fal·lera per aquest esport. Es dona la circumstància que a l'Anoia hi ha hagut sempre molta afició pel trial en moto (sense anar més lluny, el múltiple Campió del Món de trial Toni Bou és de Piera) i consegüentment també al que es fa amb bicicleta.
Armand Mollà començà a despuntar aviat i aconseguí el seu primer campionat mundial en categoria Benjamí el 2006, a 11 anys. El 2009 guanyà el de la categoria Minime i els anys 2009 i 2012 ho feu ja en categoria Júnior (per a joves de 16 a 18 anys).

### El Mundial del 2012
A la primera prova del Campionat del Món del 2012 en categoria Júnior, disputada a Sais (Occitània), Mollà fou segon rere el letó Ansis Dermaks. La següent prova fou prop de casa seva, a Igualada, i va guanyar-la Mollà, empatat a punts amb el també odenenc Bernat Seuba. Dermaks va classificar-s'hi tercer i, per tant, arribaren a la darrera cita, Sonico (Itàlia) amb una diferència molt ajustada. Finalment, Mollà fou el guanyador per set punts de diferència.
De cara al 2013 pujarà amb tota probabilitat a la categoria Elit, a la qual són promoguts cada any els tres primers de la classificació Scratch del mundial -la suma de les categories Júnior i Sènior-, més els classificats entre el quart i el sisè lloc si el seu nivell ho aconsella (Mollà ha estat quart Scratch). La seva intenció és combinar la competició d'alt nivell amb els estudis d'enginyeria electrònica a la universitat, que també començarà el curs 2012-2013.

### En la categoria màxima
Actualment ja competeix amb els millors en tots els campionats de Biketrial, en la categoria Elit. Es mesura amb pilots de talla mundial i combina competició d'alt nivell amb un grau en enginyeria a l'ETSETB, a Barcelona. En el seu primer Campionat del Món en aquesta categoria va aconseguir la temporada 2013 la sisena posició, a més d'aconseguir la tercera posició del Campionat de Catalunya i la setena del Campionat d'Espanya.

## Palmarès en biketrial
| Any          | Categoria    | C. del Món | C. Països Catalans | C. d'Espanya | Títols |
| ------------ | ------------ | ---------- | ------------------ | ------------ | ------ |
| 2004         | Poussin      | 2n         |                    | 1r           | 1      |
| 2005         | Benjamí      |            |                    | 1r           | 1      |
| 2006         | Benjamí      | 1r         |                    | 1r           | 2      |
| 2007         | Minime       |            |                    | 1r           | 1      |
| 2008         | Minime       |            |                    | 2n           | -      |
| 2009         | Minime       | 1r         |                    | 1r           | 2      |
| 2010         | Júnior       | 1r         | 1r                 | 1r           | 3      |
| 2011         | Júnior       | 3r         | 1r Elit            |              | 1      |
| 2012         | Júnior       | 1r         |                    |              | 1      |
| Total títols | Total títols | 4          | 2                  | 6            | 12     |

1. ↑  Al total de títols s'hi compten tots els campionats nacionals o internacionals guanyats